# ダビド・ビジャボナ
ダビド・ビジャボナ・エチャレク（スペイン語: David Villabona Echalecu, 1969年12月5日 - ）は、スペイン・ギプスコア県イルン出身のサッカー選手。ポジションはミッドフィールダー。

## 経歴
バスク地方のギプスコア県イルンに生まれ、地元のレアル・ソシエダの下部組織で育った。1986-87シーズンにトップチームデビューし、1988-89シーズンまでの3シーズンの出場数はわずか7試合だったが、20歳でレギュラーに定着した1989-90シーズンにはプリメーラ・ディビシオンで5位となった。
1990年にはライバルのアスレティック・ビルバオに移籍した。初年度の1990-91シーズンは30試合、1991-92シーズンは25試合に出場した。1992年にはU-23スペイン代表としてバルセロナオリンピックに出場し、自国開催の大会で金メダルを獲得した。しかしその後はホス・ウルティアや若いフレン・ゲレーロとの競争に敗れ、1992-93シーズンと1993-94シーズンは2シーズン合わせて4試合の出場にとどまった。
1994年1月にはラシン・サンタンデールに移籍した。1994-95シーズンには自己最多の4得点、1995-96シーズンには5得点を挙げた。1997-98シーズンからは度重なる負傷のために出場機会が減り、2000-01シーズン終了後にラシン・サンタンデールがセグンダ・ディビシオンに降格したため、31歳で現役を引退した。

## タイトル
- U-23スペイン代表
  - オリンピック : 1992[3]